# Tabanus denticulatus
Tabanus denticulatus är en tvåvingeart som beskrevs av Ricardo 1913. Tabanus denticulatus ingår i släktet Tabanus och familjen bromsar. Inga underarter finns listade i Catalogue of Life.